# Aleksandar Šapić
Aleksandar Šapić (en serbio: Александар Шапић) es un político serbio y exjugador profesional de waterpolo, nació el 1 de junio de 1978 en Belgrado, y actualmente es el alcalde de Novi Beograd.
Oficialmente, es el máximo goleador en la historia de ex Yugoslavia. Está considerado por la mayoría de aficionados y especialistas como el mejor waterpolista del mundo de todos los tiempos.
Desde 2012 es el alcalde de municipio Novi Beograd. Está casado y tiene dos hijos. 
Habla serbio, inglés, italiano e ruso.

## Carrera de waterpolo
Comenzó a entrenar el waterpolo en 1984 en el club de waterpolo “Estrella roja“ en el que jugaba para las todas categorías inferiores. Se trasladó al club de waterpolo “Partizan” en 1991, y en 1992, con menos de 14 años, se estrenó para el primer equipo de club Partizan. En 1993 vuelve al club de waterpolo “Estrella roja“ y en 1994 continuó su carrera en el club de waterpolo “Bečej“. En 2001 se fue a Italia en el club de waterpolo “Camogli“ del que, después de tres temporadas, se trasladó al club de waterpolo “Rari Nantes Savona“. En 2006 se fue al club ruso de waterpolo ruso „Shturm 2002“, donde firmó un contrato situándolo el jugador mejor pagado en la historia del waterpolo. En 2009 termina su carrera profesional de waterpolo.

### Carrera de clubes
Ganó 21 trofeos en su rica carrera y de estos nueve ligas nacionales, seis de ellos ganó en la República Federal de Yugoslavia, dos en Rusia y uno en Italia. Ganó nueve copas nacionales, siete copas nacionales de la RFY y dos copas nacionales de Rusia. Ganó la Liga de Campeones una vez, así como dos medallas en la Copa LEN.
En el período de 1996 a 2009, ganó 14 títulos consecutivos del máximo goleador de la liga, seis veces en la RFY, cinco en Italia y tres en Rusia.
Durante su carrera de club anotó  1.694 goles, de los cuales el mayor número de ellos, incluso 924 anotó en clubes de la RFY, en la liga italiana anotó 494, y en Rusia 276.

### Títulos como jugador del club
9 Ligas nacionales  - 6 RFY, 2 Rusia, 1 Italia
9 Copas nacionales - 7 RFY, 2 Rusia
2 copas de LEN 
1 Liga de Campeones

### 14 títulos consecutivos del máximo goleador de la liga - 1996-2009
6 veces de RFY
5 veces de Italia
3 veces de Rusia

### Número de goles marcados
RFY (Estrella roja, Bečej) - 924
Italia (Camogli, Rari Nantes Savona) Italia - 494
Rusia (Shturm 2002) - 276

## Carrera de selección nacional
Para la selección nacional de Yugoslavia con diecisiete años de edad, hizo su debut en diciembre de 1995. Desde entonces hasta 2008 jugó para selección nacional. Al principio de su carrera con la selección nacional de Yugoslavia ganó dos Campeonatos de Europa Junior, en 1995 en Esslingen  y en 1996 en Estambul. En ambas competiciones fue nombrado el mejor jugador y máximo goleador. 
El primer gran torneo en el que participó  con 18 años para la selección nacional de Yugoslavia, fueron los Juegos Olímpicos de Atlanta en 1996. Es uno de los pocos de nuestros deportistas del equipo que ha participado cuatro veces en los Juegos Olímpicos, ganando una medalla de plata y dos de bronce.
Con la selección nacional de Yugoslavia, Serbia y Montenegro, y posteriormente selección nacional de Serbia participó en 22 eventos deportivos, ganando 20 medallas, incluyendo cinco en Campeonatos de Europa, cuatro en Campeonatos del Mundo y tres en Juegos Olímpicos. En Copas del Mundo ganó las medallas de oro dos veces, tiene un total de cinco medallas de oro en Liga Mundial así como la medalla de oro de los Juegos Mediterráneos celebrados en Bari en 1997.
Para la selección nacional anotó 981 goles, fue nombrado dos veces el máximo goleador de los Juegos Olímpicos, cuatro veces el máximo goleador del Campeonato Mundial y también cuatro veces el máximo goleador del Campeonato de Europa. Fue el máximo goleador de la Liga Mundial cuatro veces, mientras que 2 veces ganó este título en Copas del Mundo.
Durante su carrera de selección nacional ocho veces fue elegido en equipo ideal de las competiciones en las que participó, tres veces en Campeonatos europeos y mundiales así como dos veces en los Juegos Olímpicos.
Es uno de los deportistas más exitosos y triunfantes en la historia del deporte de Serbia, que en toda su carrera anotó, hasta ahora difícil de alcanzar, 2.675 goles. Es el máximo goleador de todos los tiempos de la ex Yugoslavia.

### Campeonato del Mundo
1998 – Medalla de Bronce – El máximo goleador del Campeonato- Equipo ideal de Campeonato del Mundo
2001 –Medalla de Plata – El máximo goleador del Campeonato - Equipo ideal de Campeonato del Mundo
2003 – Medalla de Bronce – El máximo goleador del Campeonato
2005 –Medalla de Oro - El mejor jugador y el máximo goleador del Campeonato - Equipo ideal de Campeonato del Mundo
2007 - 4.o

### Campeonatos de Europa
1997 - Medalla de Plata 
2001 - Medalla de Oro – El máximo goleador del Campeonato - Equipo ideal de Campeonato Europa
2003 - Medalla de Oro – El máximo goleador del Campeonato - Equipo ideal de Campeonato Europa
2006 - Medalla de Oro – El máximo goleador del Campeonato - Equipo ideal de Campeonato Europa
2008 - Medalla de Plata – El máximo goleador del Campeonato

### Juegos Olímpicos
1996 - 8.o
2000 - Medalla de Bronce – El máximo goleador del Campeonato - Equipo ideal de los Juegos Olímpicos
2004 - Medalla de Plata – El máximo goleador del Campeonato - Equipo ideal de los Juegos Olímpicos
2008 – Medalla de Bronce

### Liga Mundial
2004 - Medalla de Plata – El máximo goleador del Campeonato
2005 - Medalla de Oro – El máximo goleador del Campeonato
2006 – Medalla de Oro 
2007 - Medalla de Oro – El máximo goleador del Campeonato
2008 - Medalla de Oro – El máximo goleador del Campeonato

### Copa del Mundo
2002 - Medalla de Bronce – El máximo goleador del Campeonato
2005 - Medalla de Oro – El máximo goleador del Campeonato

### Juegos Mediterráneos
1997 – Medalla de Oro

### Número de goles marcados
La selección nacional (RFY, Serbia y Montenegro, Serbia) – 981 
Total de goles en carrera – 2675

### El máximo goleador
2 veces el máximo goleador de los Juegos Olímpicos
4 veces el máximo goleador del Campeonato del Mundo
4 veces el máximo goleador del Campeonato de Europa
4 veces el máximo goleador de Liga Mundial
2 veces el máximo goleador de Copa del Mundo

### Equipo ideal
8 veces elegido para el equipo ideal (Juegos Olímpicos, Campeonato del Mundo, Campeonato de Europa)

## Organizaciones deportivas
Además de su carrera exitosa, ha proporcionado una contribución al deporte serbio mediante su participación en las organizaciones deportivas. Fue el presidente de club de waterpolo “Estrella Roja“ desde 2003 hasta 2004. 
Después de retirar como jugador en el club italiano "Rari Nantes Savona," en el mismo club continúa sirviendo como gerente deportivo para las competiciones europeas en el período de 2006 a 2014.

## Premios y reconocimientos
Gracias a la extraordinaria carrera deportiva es titular de numerosos reconocimientos deportivos y sociales, y, entre otras cosas, en 2000, fue nombrado el deportista de año de la Provincia Autónoma de Voivodina.
Tuvo el honor de recibir Orden de Nemanja del primer grado por méritos en representación del país y de sus ciudadanos. Primera vez en 2001, y luego en 2004.
El premio para el mejor deportista en la elección del Comité Olímpico de Serbia y Montenegro ganó en 2004, y un año después, en 2005, fue nombrado el Premio de octubre de la Ciudad de Belgrado.
Más de una década es probablemente uno de los mejores jugadores del mundo, y en 2005 fue declarado oficialmente el mejor waterpolista del mundo.
El mayor reconocimiento deportivo-social que Asociación de Deportes de Serbia anualmente otorga a los deportistas, federaciones y expertos deportivas que han marcado la historia del deporte de Serbia con sus resultados y por lo tanto arfirmaron el país en el mundo, es decir Premio de mayo, se lo concedió en 2008. 
En 2010 fue elegido el tercer mejor deportista en el siglo XXI en la elección de la FINA.
En octubre de 2016 recibió la Carta por la contribución al desarrollo y el trabajo de la Academia de Deportes como un premio al mejor estudiante desde de establecimiento de esta institución.

## Educación
Se graduó en 2003, obtuvo máster en 2009, y obtuvo el doctorado en 2012 en el campo de la gestión industrial.

## Trabajo humanitario
Es fundador de la Fundación Humanitaria - Sé humano, que se estableció el 9 de abril de 2014. La fundación Se humano se dedica obtener fondos para ayudar a los niños, adultos, instituciones y asociaciones del territorio de Serbia.
La Fundación Sé humano inmediatamente después de su establecimiento ha crecido hasta convertirse en una de las fundaciones humanitarias con la mayor credibilidad en la región que tiene como objetivo ayudar y proporcionar las terapias necesarias en el tratamiento médico de los niños.
Desde su creación hasta ahora, a través de la Fundación Humanitaria - Sé humano está recogido un importe de varios millones de euros gracias al cual un gran número de usuarios de la Fundación logró obtener la asistencia médica necesaria, así como la Fundación logró enviarlos al tratamiento médico adecuado. En febrero de 2016, todas las medallas que ganó en su carrera profesional mediante el sitio de la Fundación Humanitaria – Sé humano, fueron ofrecidas en subasta, y el dinero recogido de la venta de medallas se depositará por la Fundación para el tratamiento y terapia médicos usuarios.
Ha recibido muchos premios por su trabajo comunitario y humanitario, por los cuales muchas instituciones en el país expresaron su agradecimiento por todo lo que ha realizado en el campo de trabajo humanitario como deportista activo, así como por el trabajo humanitario que continuó en forma más intensiva y responsable después de su carrera profesional.

## Carrera política
Fue asistente de alcalde de ciudad de Belgrado de 2009 a 2012. Fue elegido alcalde de Novi Beograd en las elecciones de 2012 y reelegido en las elecciones de 2016. Hoy en día es el actual alcalde del municipio más grande de Belgrado. Lidera el partido político Alianza Patriótica Serbia.

## Familia
Está casado y tiene dos hijos. Vive y trabaja en Belgrado.

## Curiosidades
En la película, "Cuando sea mayor voy a ser canguro" (en serbio: Kad porastem biću kengur) interpretó el personaje de Gangula al que muchos aún recuerdan. Tuvo suerte de que la película en la que interpretó, de 2004, sin duda, marcó la cinematografía de Serbia y ha seguido siendo popular hoy en día. 
Participó en un programa humanitaria de televisión "Bailando con las estrellas”.